# 동서센터
동서센터(East–West Center, EWC) 또는 동서문화기술교류센터(Center for Cultural and Technical Interchange Between East and West)는 1960년 냉전 시기 미국 의회가 아시아 태평양과 미국의 국민 또는 국가 간의 관계와 이해를 강화하기 위해 설립한 교육 및 연구 기관으로, 본사는 하와이 호놀룰루의 하와이 대학교 마노아 캠퍼스에 위치해 있다.

## 역사

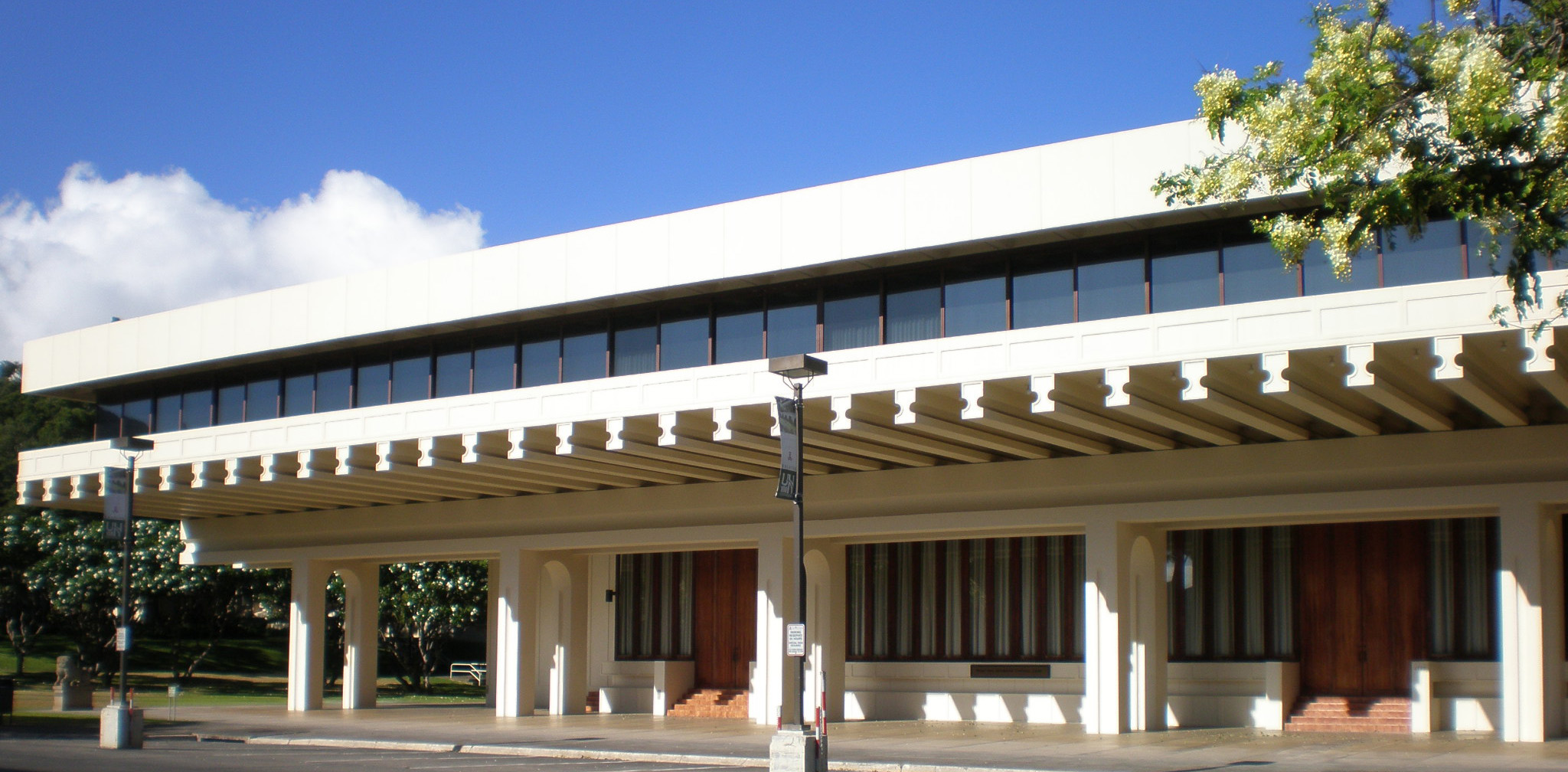
제퍼슨 홀 컨퍼런스 센터

1959년 2월 16일, 머레이 턴불(Murray Turnbull) 당시 예술과학 대학 대행 학장 겸 교수는 노먼 멜러(Norman Meller) 당시 정치학 교수에게 국제 문화 중점 대학을 설립하자고 제안하였다. 이후 이에 대한 하와이 대학교 마노아 캠퍼스 교수진의 이니셔티브가 발표되었다.
2개월 후인 1959년 4월 16일, 당시 민주당 소속의 텍사스주 상원의원 린든 B. 존슨이 워싱턴 D.C.에서 동서양 지식인들의 만남의 장소로서 하와이에 국제 대학을 건립하자고 제안하였다. 이 연설은 라디오를 통해 보도되었고, 이에 존 스토커 역사학 교수와 멜러 교수는 스나이더 총장 측에 존슨의 이러한 제안에 즉답을 요구하였다.

## 역할
동서센터의 주요 설립 목적은 기술적 교류를 통한 미국과 동맹국 간의 냉전 시대 외교의 원활화이다.
동서 세미나는 정부, 시민 사회, 기업, 미디어의 전문가들을 모아 단기 대화와 교류 프로그램을 통해 지식을 공유하고 지역 및 세계적 관심사를 해결하는 역할을 한다. 세미나 프로그램에는 미디어 프로그램(기자들에게 해당 지역과 미국의 이슈에 대한 직접적인 조사를 제공), 고위 정책 세미나(최고 수준의 외교 및 안보 담당자, 민간 부문 및 시민 사회 지도자들을 한자리에 모아 주요 지역 이슈를 논의), 아시아 태평양 임원 포럼(해당 지역의 경제 및 비즈니스에 영향을 미치는 주제에 대한 토론을 미국 도시로 모금)이 포함된다.
교육 프로그램은 미국 지역의 학생들에게 교육 기회를 제공한다. 교육자을 대상으로는 전문 개발 세미나와 워크숍을 제공한다. 학생 프로그램은 하와이 대학과 하와이의 다른 대학과 협력하여 수행되며, 미국 본토 장학금은 매년 국제 대회를 통해 수여하게 된다.
미국 정부가 센터 자금의 절반을 지원하며, 나머지 반은 민간 기관 또는 개인, 재단, 기업 및 지역 정부가 충당한다. 2005년에는 총 3,700만 달러를 지원 받았다.